# 大戟目
大戟目是 1981年的克朗奎斯特分类法列出的一个目，包括4科，1998年根据基因亲缘关系分类的APG 分类法认为应该取消这个目，其属下的个科被分散分别放到其他目之下， 2003年经过修订的APG II 分类法维持原分类。其下的物种现在大多数属于金虎尾目（Malpighiales）。